# IFP Énergies nouvelles
Pour les articles homonymes, voir IFP.
IFP Énergies nouvelles (IFPEN) est le successeur de l'Institut français du pétrole (IFP). L'Institut français du pétrole voit le jour en 1919 à Pechelbronn dans le Bas-Rhin avant d'être transféré à l'université de Strasbourg en 1922 puis à Paris en 1939 quand Strasbourg est évacuée. Renommé une première fois Institut du pétrole, des carburants et des lubrifiants le 13 juin 1944, il est renommé une seconde fois en 2010 par la loi Grenelle II, qui change également son statut. Autrefois organisme professionnel chargé par la loi de la « gestion des intérêts professionnels ou interprofessionnels » créé en application du titre III de l’acte dit Loi n° 43-612 du 17 novembre 1943 sur la gestion des intérêts professionnels, il devient un établissement public national à caractère industriel et commercial avec des missions de recherche et de formation.
Il a donc en 2010, perdu son statut d'institut pour devenir établissement, mais le législateur a permis que cet établissement puisse toutefois encore aussi utiliser la dénomination « IFP » internationalement connue.

## Histoire et évolution des missions d'IFPEN
La mission initiale de l'organisme professionnel était de favoriser le développement de l'industrie pétrolière et les usages du pétrole. En tant que tel, il pouvait être autorisé, en vue de tâches relevant de sa compétence « mais qui ne peuvent être convenablement accomplies par leurs propres services ou par l'entremise d'entreprises privées, à créer des sociétés professionnelles ou des établissements professionnels régis respectivement par les titres II et III » de la Loi no 43-612 du 17 novembre 1943. Le pétrole reste un thème important pour l'établissement, mais dans un contexte pétrolier et gazier en mutation,, cette mission s'est néanmoins élargie avec le temps à la recherche d'alternatives plus propres et sûres au pétrole. Ainsi depuis 2002, les travaux d'IFPEN se sont diversifiés et 50 % de son budget est désormais consacré aux recherches sur les nouvelles technologies de l'énergie (NTE).

Aujourd'hui, IFP Énergies nouvelles contribue à développer les technologies et matériaux du futur dans les domaines de l'énergie, du transport et de l'environnement. Il doit apporter aux acteurs publics et industriels de l'énergie des solutions innovantes pour une transition maîtrisée vers les énergies propres et sûres, les matériaux de demain, plus performants, plus économiques, plus respectueux de la santé et durables. L'institut travaille par exemple sur le captage/stockage et la valorisation du CO2, sur la production de biocarburants (1re et 2e générations), sur l'électrification des véhicules ou encore sur la mise en place d'éoliennes offshore flottantes.
IFP Énergies nouvelles concourt avec le Commissariat à l'énergie atomique et aux énergies alternatives et avec le Centre national de la recherche scientifique notamment à rédiger le rapport annuel du ministère chargé de l'énergie consacré à l'avancée de la recherche et des applications concernant l'hydrogène et les composés hydrogénés considérés comme « nouveaux vecteurs de rupture ».
En 2010, la loi Grenelle II confirme ces changements, en lui attribuant l'objet suivant : « assurer, dans les domaines de l’énergie, du transport et de l’environnement, pour ce qui concerne le développement des technologies et matériaux du futur ».
Sa transformation en établissement public n'implique pas de personne morale nouvelle, ni cessation d'activité. Les biens, droits, obligations, contrats et autorisations de toute nature de l'établissement professionnel sont transférés à l'établissement public et ils ne sont pas remis en cause, pas plus que les contrats conclus avec des tiers par IFPEN et les sociétés qui lui sont liées au sens des articles L. 233-1 à L. 233-4 du code de commerce.

## L'objet de l'établissement
Dans les secteurs de l'énergie, du transport et de l'environnement, pour ce qui concerne le développement des technologies et matériaux du futur, l'établissement a comme triple objet :
- « la réalisation directe ou indirecte d'études et de recherches dans les domaines scientifiques et techniques et la valorisation sous toutes formes de leurs résultats » ;
- « la formation de personnes capables de participer au développement des connaissances, à leur diffusion et à leur application » ;
- « l'information des administrations, de l'industrie, des techniciens et des chercheurs sur les connaissances scientifiques et les techniques industrielles ».

« pour valoriser le résultat de ses activités », la loi l'autorise à « prendre des participations dans des sociétés industrielles ou commerciales. Ces participations peuvent être détenues par une ou plusieurs personnes morales existantes ou créées à cet effet » .

## Thèmes
Les équipes de chercheurs de l'IFPEN travaillent sur l'un ou plusieurs de trois objectifs complémentaires :
1. développer des transports économes et à faible impact environnemental,
2. produire à partir de sources renouvelables des carburants, des intermédiaires chimiques et de l'énergie,
3. produire à partir de ressources fossiles des carburants et intermédiaires chimiques à faible impact environnemental.

IFP School (anciennement École nationale supérieure du pétrole et des moteurs ou ENSPM), intégrée à IFPEN, forme les jeunes ingénieurs selon ces objectifs. Les équipes peuvent s'associer avec d'autres établissements académiques sur certaines thématiques comme les matériaux poreux utilisés dans l'énergie.

## Moyens humains et financiers
En 2015 IFPEN disposait de
- ~1700 employés,
- 132 millions d'euros de budget (dotation)

Pour le financement de ses missions, IFP Énergies nouvelles peut notamment percevoir des subventions publiques ou privées, des sommes perçues au titre des services et prestations rendus, des dons et legs, des produits financiers ou d'autres produits accessoires.
IFP Énergies Nouvelles est la maison-mère d'Axens.

## Administration
Président du conseil d'administration : Pierre-Franck Chevet, à compter du 2 juin 2020 , il succède à Didier Houssin
Direction générale :
- Pierre-Franck Chevet, président
- Éric Lafargue, directeur général adjoint ;
- Catherine Rivière, directrice générale adjointe ;

Le conseil d'administration de IFP Énergies nouvelles comprend (dans des proportions fixées par décret) des représentants de l'État, des personnalités choisies en raison de leurs compétences dans le domaine d'activité de l'établissement et des représentants du personnel.
L'établissement assure sa propre gestion. Il présente sa comptabilité suivant le modèle (règles en usage) des sociétés commerciales.
Il peut transiger et de conclure des conventions d'arbitrage.
IFP Énergies nouvelles et ses filiales échappent aux dispositions de la loi no 83-675 du 26 juillet 1983 relative à la démocratisation du secteur public.

## Conseil scientifique
[Quand ?]
- Grégoire Allaire, président, professeur de mathématiques appliquées à l'École polytechnique
- Alain Bonneville, professeur au Pacific Northwest National Laboratory de Richland (États-Unis)
- Carmen Claver, professeure de chimie inorganique à l'université Rovira i Virgili (Tarragone, Espagne)
- Sierd Cloetingh, professeur à l'université d'Utrecht (Pays-Bas)
- Patrick Criqui, directeur de recherche au CNRS
- Luigi del Re, professeur à l'université Johannes Kepler de Linz (Autriche), directeur de l'Institute for Design and Control of Mechatronical System
- Jocelyne Erhel, directrice de recherche à Inria (Rennes)
- Bernard Leduc, professeur à l'université libre de Bruxelles (Belgique), directeur du service de mécanique appliquée
- Guy Marin, professeur à l'université de Gand (Belgique)
- Michèle Marin, présidente du centre INRA de Toulouse-Midi-Pyrénées
- Michel Sardin, professeur émérite à l'INPL-ENSIC de l'université de Lorraine
- Philippe Sautet, directeur de recherche au CNRS, directeur du laboratoire de chimie de l'ENS-Lyon
- Satish Singh, professeur au laboratoire de géosciences marines de l'Institut de physique du globe de Paris (IPGP)
- Henri Van Damme, directeur scientifique de l'Institut français des sciences et technologies des transports, de l'aménagement et des réseaux (Ifsttar)
- Luc Vervisch, professeur des universités à l'Institut national des sciences appliquées de Rouen